# The Raveonettes

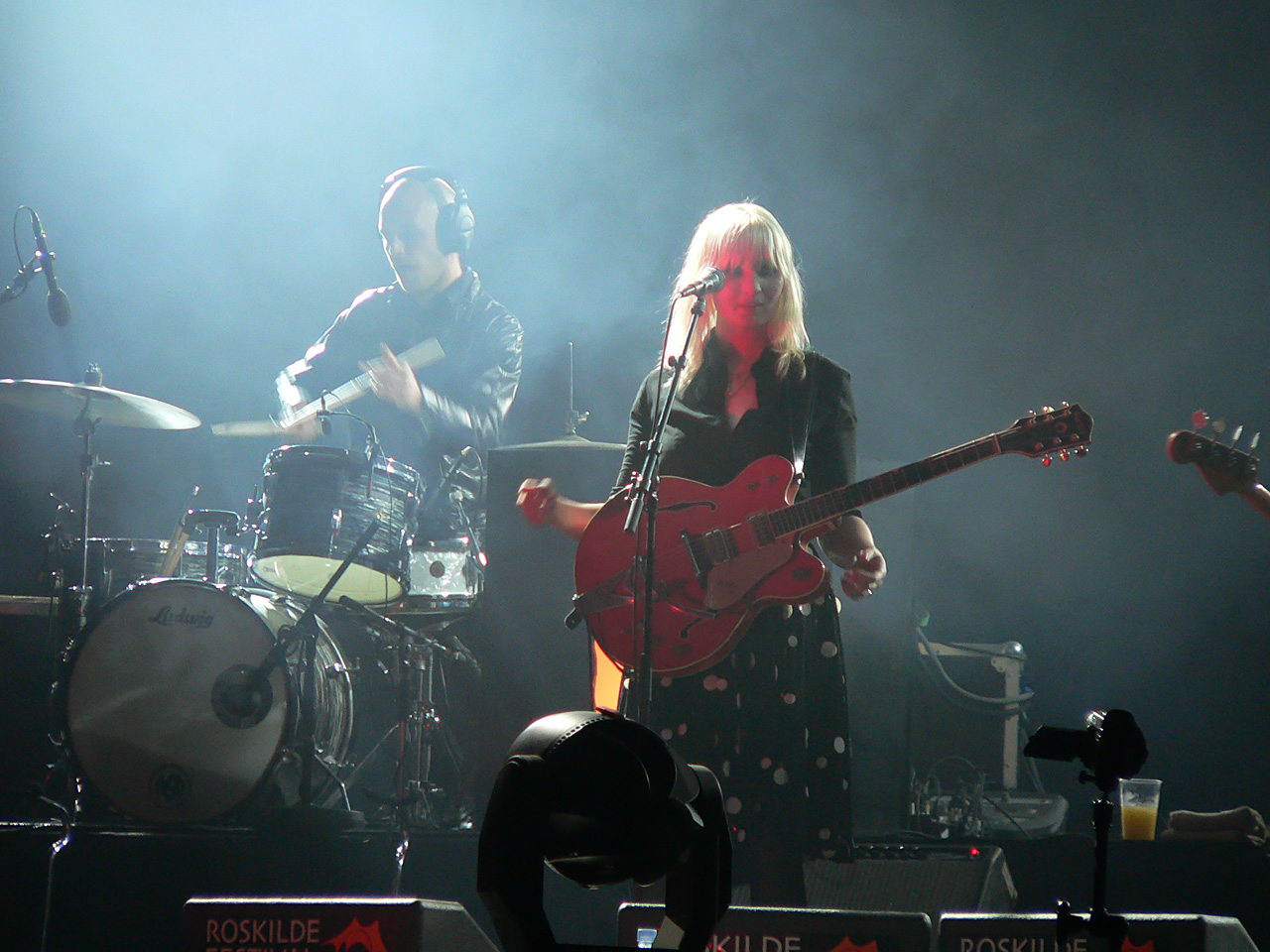
The Raveonettes live på Roskilde 2005.

The Raveonettes är en dansk rockduo från Köpenhamn, bestående av Sune Rose Wagner (sång, gitarr) och Sharin Foo (sång, gitarr). Bandet har sedan de bildades 2001 givit ut fem studioalbum, fem EP-skivor samt ett dussintals singlar. 2002 släpptes deras första EP, Whip It On, på Sony Music tillsammans med singeln "Attack of the Ghostriders".
The Raveonettes är starkt influerade av det skotska noisepopbandet The Jesus and Mary Chain.

## Diskografi

### Studioalbum
- 2003 – Chain Gang of Love
- 2005 – Pretty in Black
- 2007 – Lust Lust Lust
- 2009 – In and Out of Control
- 2011 – Raven in the Grave
- 2012 – Observator
- 2014 – Pe'ahi
- 2017 – 2016 Atomized

### EP-skivor
- 2002 – Whip It On
- 2008 – Sometimes They Drop By
- 2008 – Beauty Dies
- 2008 – Whishing You a Rave Christmas
- 2012 – Into the Night
- 2015 – The End

### Singlar
- 2002 – "Attack of the Ghostriders"
- 2003 – "Beat City"
- 2003 – "That Great Love Sound"
- 2003 – "Heartbreak Stroll"
- 2004 – "That Great Love Sound" (nyutgåva)
- 2005 – "Ode to LA" (10")
- 2005 – "Love in a Trashcan"
- 2007 – "Dead Sound" (7")
- 2008 – "You Want the Candy" (7")
- 2008 – "Aly, Walk with Me" (promo)
- 2008 – "Blush" b/w "Black/White" (7")
- 2008 – "Last Dance" b/w "Bang!" (7")
- 2010 – "Heart of Stone"
- 2010 – "Gone Forever"
- 2011 – "Recharge & Revolt"
- 2011 – "Apparitions"
- 2011 – "Let Me on Out"
- 2012 – "Observations"
- 2012 – "She Owns the Streets"
- 2012 – "The Enemy"
- 2012 – "Curse the Night"
- 2014 – "Endless Sleeper"
- 2014 – "Killer in the Streets"
- 2018 – "Ghost"
- 2020 – "Snowstorm"

### Soundtrack
- 2005 - Stubbs the Zombie: The Soundtrack, med låten "My Boyfriend's Back" (The Angels-cover)
- 2005 - Nordkraft - Original Soundtrack, med låten "Please You"
- 2009 - Whip It! Soundtrack, med låten "Dead Sound"